# Megacariócito
Os megacariócitos (mega- + karyo- + -cyte, "grade núcleo celular") são células da medula óssea, responsáveis pela produção de plaquetas sanguíneas (trombócitos), que são necessárias para a coagulação normal do sangue. Os megacariócitos são normalmente responsáveis por 1 a cada 10.000 células da medula óssea, mas podem aumentar em números quase 10 vezes durante o decurso de certas doenças. Devido a variações no radical da palavra e da ortografia, também podem ser chamados de megalocariócitos.

## Estrutura
Em geral, megacariócitos são 10 a 15 vezes maiores do que um típico glóbulo vermelho, com uma média de diâmetro de 50-100 μm. Durante a sua maturação, o megacariocítico cresce em tamanho e duplica seu Ácido desoxirribonucleico (ADN) sem citocinese em um processo chamado endomitose. Como resultado, o núcleo do megacariocítico pode tornar-se muito grande e lobulado, que, sob um microscópio de luz, podem dar a falsa impressão de que existem vários núcleos. Em alguns casos, o núcleo pode conter até 64N ADNs, ou 32 cópias do complemento normal de ADN numa célula humana.
O citoplasma, assim como as plaquetas que brotam a partir dele, contém α-granula e corpos densos.

## Desenvolvimento dos megacariócitos
Os megacariócitos são derivados de células precursoras de células-tronco hematopoiéticas na medula óssea. Elas são produzidas principalmente pelo fígado, rim, baço e medula óssea. Estas células estaminais multipotentes vivem nos sinusóides da medula e são capazes de produzir todos os tipos de células sanguíneas, dependendo dos sinais que elas recebem. O sinal primário é para a produção de megacariócitos é a trombopoietina ou TPO. O TPO é suficiente mas não é absolutamente necessário para induzir a diferenciação de células progenitoras na medula óssea para um fenótipo de megacariócito final. Outros sinais moleculares para a diferenciação de megacariócitos incluem GM-CSF, IL-3, IL-6, IL-11, quimiocina (SDF-1, FGF-4) e eritropoietina. Os megacariocíticos se desenvolvem através da seguinte linhagem:
CFU-Me (células-tronco hematopoiéticas ou hemocitoblastos) → megacarioblasto → promegacariócito → megacariocítico.
A célula, eventualmente, chega a fase megacariocítica e perde a sua capacidade de se dividir. No entanto, ainda é capaz de replicar o seu ADN e continuar o desenvolvimento, tornando poliplóide. O citoplasma continua a expandir-se e o complemento de ADN pode aumentar até 64N em ratos e 256N em um humanos.

## Liberação de plaquetas
Uma vez que existe diferenciação celular e concluiu-se um megacariocítico maduro, inicia-se o processo de produção de plaquetas. O processo de maturação ocorre através da replicação sincronizada endomitótica em que o alargamento de volume citoplasmático como o número de núcleos multiplica sem divisão celular. O seu crescimento celular cessa no 4N, 8N e 16N, tornando-se granular e começando a produzir plaquetas. Trombopoietina desempenha um papel na indução dos megacariocíticos para formar pequenos processos proto-plaquetários. As plaquetas são mantidas dentro destas membranas internas dentro do citoplasma dos megacariócitos. Existem dois mecanismos propostos para a libertação de plaquetas. Em um cenário, esses processos proto-plaquetários rompem-se explodindo para se tornar plaquetas. Alternativamente, a célula pode formar fitas de plaquetas nos vasos sanguíneos. As fitas são formadas por meio de pseudópodes e são capazes de emitir continuamente plaquetas em circulação. Em qualquer cenário, cada um destes processos de proto-plaquetas podem dar origem a novas 2000-5000 plaquetas mediante separação. Em geral, de 2/3 destas plaquetas recém produzidas irá permanecer em circulação, e 1/3 será sequestrada pelo baço.
Após a brotação das plaquetas, o que resta é principalmente o núcleo da célula, que atravessa a barreira da medula óssea para o sangue e é consumido no pulmão por macrófagos alveolares.